# 新西蘭航空901號班機空難
新西蘭航空901號班機（TE901）是新西蘭航空的一班定期的南极观光航班，班机由奥克兰机场起飛前往南极并于当天返回。新西蘭航空於1978年2月開辦此航班，一直以麥克唐納-道格拉斯公司的DC-10-30型飛機營運。1979年11月28日，901号班机在南極洲以480km/h的高速径直撞上埃里伯斯火山，機上237名乘客及20名機員全部罹難，空难发生后新西兰航空随即停办了901号航班，直到2013年才复航。

## 背景

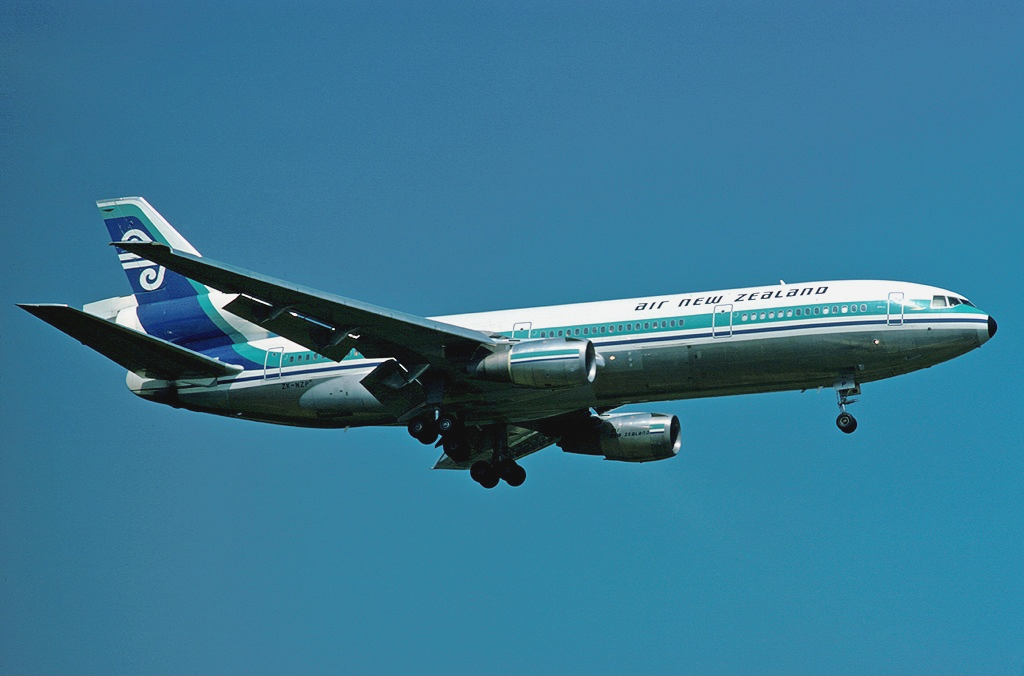
失事的DC-10，攝於1977年

此班航機以南極觀光為賣點：每班航機均會有一名經驗豐富的南極導遊隨員飛行，並透過廣播系統向旅客介紹南極洲的風景及地標。航機的廣告更聲稱航機會在麥克默多灣低飛，並在當天傍晚飛回新西蘭基督城國際機場。為了方便乘客在機艙內走動，以觀賞南極洲的景色，機艙中間的位子（約佔總座位數15%）會被空出。
新西蘭登山家和探險家艾德蒙·希拉里爵士（Sir Edmund Hillary）曾擔任隨機導遊。本来11月28日的航班也安排希拉里爵士导游，但他因為有其他要事在身，未能成行。空缺則由他的朋友兼攀山夥伴－彼得·莫谷祿（Peter Mulgrew）填補。

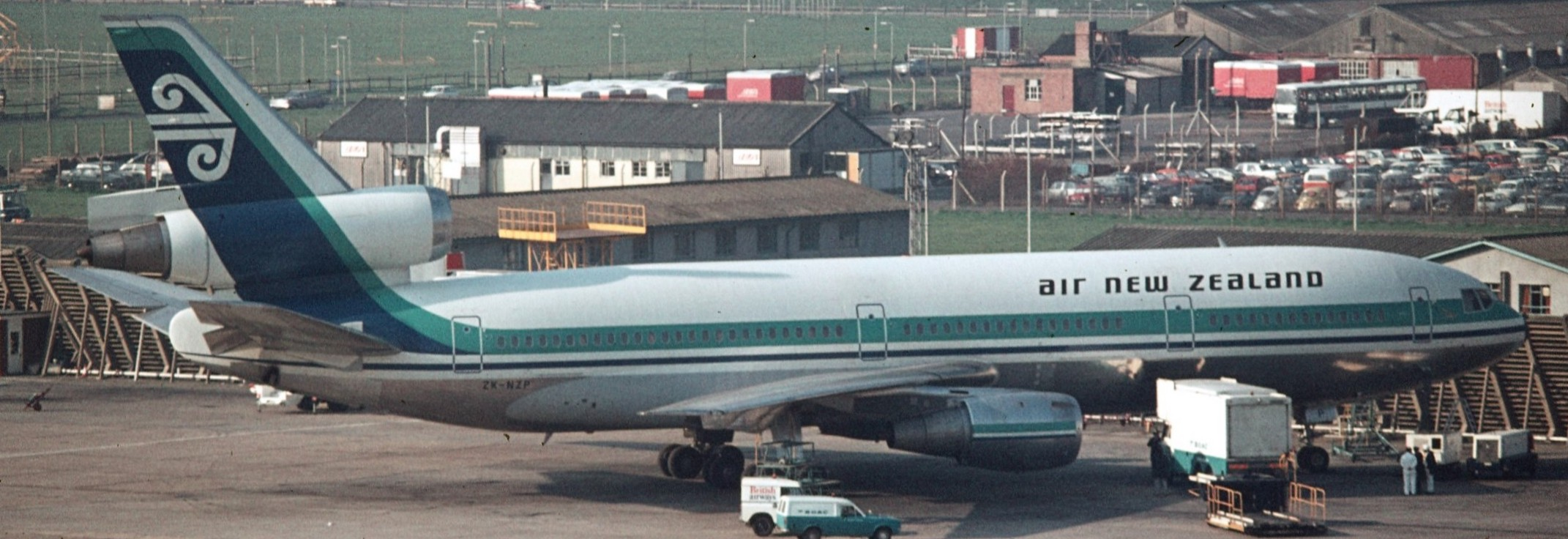
失事的DC-10，正在由英國海外航空公司維修

失事客機是一架機身編號為ZK-NZP的麥克唐納-道格拉斯公司DC-10-30型客機，當時機齡低於五年。

## 事件經過

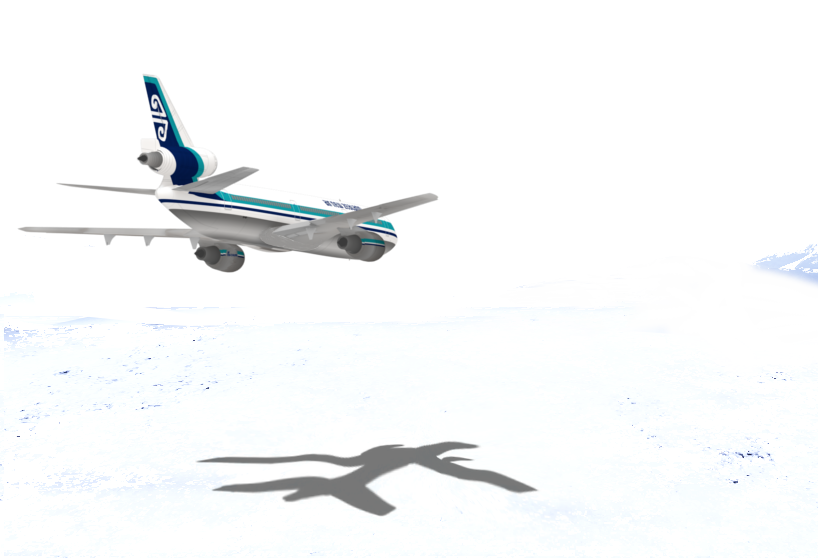
客機失事時的電腦模擬圖

### 預備飛行
雖然機長吉姆·柯林斯及副機長葛列格·卡西恩事前從未有駕駛航機進入南極洲的經驗，但兩人均是經驗豐富的機師，而這班航機對他們來說是一次簡單的飛行。11月9日，兩位機長出席了航班的簡介會。會上他們獲發一份前任機師所使用的飛行計畫，飛行計畫標明了航線飛行點的座標，並包括了途徑麥克默多灣時的景色。飛行計畫中所標示的座標，將全部被輸入航機自動駕駛系統的電腦中，藉以輔助機師飛行。

### 準備起飛及飛向南極
航班起飛當日，機長柯林斯和副機師卡西恩將飛行計畫中的座標輸入飛機的電腦。但他們不知道飛行計畫中的兩個航點座標在當天早上曾被改動，以修復之前未被發現的錯誤。與舊的飛行計畫比較，新的飛行計畫將會令飛機路線向東偏離45公里－航機原定飛到麥克默多灣，但在新的飛行計畫中，航機將直接飛越路易斯灣及3,794米高的埃里伯斯火山。 航機順利地於新西蘭時間早上8時21分從奧克蘭國際機場起飛。
經過大約四小時的飛行，航機在中午12時30分已飛到距離麥克默多站70公里內。此時，麥克默多站無線電通訊中心批准航機下降至10,000呎（3,050米）以目視飛行繼續行程。雖然當時的飛行安全條例並不容許航機在任何天氣情況之下下降至低於6,000呎（1,830米）的高度飛行，但從新西蘭航空的旅遊雜誌中，機長柯林斯相信此航班的前任機師大都在麥克默多灣以低於限制高度飛行，藉以為旅客提供更佳的景觀。於是，他決定按照前人的慣例，繼續下降。

### 撞向火山
中午12時45分，機長柯林斯獲麥克默多站航機批准繼續下降到1,500呎（450米）的高度飛行，並在航機下降至該飛行高度時，立即轉以自動駕駛系統飛行。當時天上白色的雲層與鋪滿白雪的火山混為一體，造成白曚天的現象。但因為連當時在兩極飛行經驗老到的飛行員對此現象也所知甚少，故新西蘭航空並未就此現象為機師提供訓練。也因為這個原因，航機上的機師並未察覺當前的危機，只認為前面的景色是羅斯冰架－事實上羅斯冰架當時是在火山後方。
中午12時49分，航機上的地面迫近警告系統（GPWS）響起警報，警告機師航機正逼近地面。雖然機長柯林斯立即盡推油門，但他和其他機組人員還不知道前方正是埃里伯斯火山，未有大力抬高機頭，只是按照訓練指引把機頭抬高15度。六秒後，航機撞向埃里伯斯火山山腰，全機立即解體爆炸。猛烈的撞擊使整架航機除了尾翼以外，全部粉碎。殘骸更在事發地點造成一個600米長的軌跡。由於航機在撞擊期間引發猛烈爆炸，相信機上所有乘客及機員都是立即罹難。
中午12時50分起（即事發後），麥克默多站一直嘗試與航機聯絡但並未成功，於是將與航機失去聯絡的消息通知新西蘭航空。而在麥克默多站工作的美國搜救人員也應召候命。

### 搜索工作及發現殘骸
下午一時整，美國海軍就事件發出報告：
|  | 新西蘭航空901號班機已失去聯絡……一架LC-130定翼機及兩架UH-1N直昇機正准备起飞展開搜救工作。 |

下午3時43分，美國海軍發出補充報告，指下午三時的能見度是40英里，排除了低能見度導致航機撞山的可能性。另外，報告中亦提到當時已有六架飛機起飛前往搜索新西蘭航空航機的蹤跡。
晚上十時正，當飛機的燃油預算已用罄約半個小時，新西蘭航空向傳媒公佈901號航機相信已失蹤的消息。與此同時，搜救隊一直在預定航路上搜索，但一無所獲。直到29日凌晨0時55分，一架美軍軍機上的機員發現埃里伯斯火山山上佈滿不明的碎片，懷疑是新西蘭航空901號航機的殘骸。當時地面上並沒有生命跡象。
29日早上八時正，即事發後約20小時，搜救直昇機成功降落在事發地點，並確認碎片為新西蘭航空901號班機殘骸，機上237名乘客及20名機員全部罹難。亦確認撞擊時，航機的飛行高度為1,465呎（445米）。
發現殘骸後，多方參與搜索及辨認遺體的工作，最高峰時期有60人同時在現場工作。這某程度上是因為日本方面的施壓（日本有24名遊客在此意外中罹難，是新西蘭以外國籍乘客最多的）。搜索工作一直持續到1979年12月9日，工作人員辨認出213名死者，並逐一連同飛機的殘骸一起運返奧克蘭。而其餘44名死者因未能辨認，遺體於1980年2月22日一起安葬。

## 機員及乘客國籍
機員及乘客的國籍如下：
- 新西兰：200
- 日本：24
- 美国：22
- 英国：6
- 加拿大：2
- ：1
- 法國：1
- 瑞士：1

## 死者辨認工作
因為航機撞山時引發爆炸，屍體被燒至難以辨認。為了搜索及辨認航班上的死者，新西蘭警方和一隊攀山拯救隊組成了一個小組，前往南極開始工作。
驗屍工作由吉姆·摩根督察領導一群病理學家、牙醫及警察進行，歷時數個星期。他負責收集及比對屍體的資料，並編寫這次行動的報告。由於大部分遺體在飛機撞山時受衝擊而解體為殘肢，記錄遺體資料的工作非常艱鉅。最後，他們成功辨認出213名死者，佔總數83%。雖然有時候他們只能靠殘肢上的指模，甚至衣服口袋中的鑰匙來辨認死者身分，但整體來說，這次工作是非常成功的。
摩根督察後來編寫了一段紀錄工作組工作情況的文章：
|  | 我們花了一個星期的時間，在航機殘骸及遺體之間紮營居住，每天24小時不停的工作。我們把人手分為兩組輪流工作，努力地收集並保存遺體。因為很多遺體被數以噸計的航機殘骸壓著，我們使用了許多人力去挖掘。 初期我們並沒有足夠的水－飯前我們只能共用一小碗水以清潔雙手，而水是黑色的。而且在首數天，因為沒有水的關係，我們不能洗淨我們用過的碗碟及用具，只能直接交給下一班的工作人員。我在現場進的第一頓飯是燉肉，也因此我吃不下那頓飯。經過數天工作後，我們的禦寒衣物的外層已經被一層黑色的油脂（源於被燒過的遺體）覆蓋了。 除了禦寒衣物外，我們的羊毛手套也逐漸鋪滿了那些油脂。但是，我們的工作極需要羊毛手套所容許的手指活動，如紀錄我們所看見的情況及紀錄及標示遺體的各個部分。所以，當第一批補充的羊毛手套運抵的時候，我們立即都感到非常安心。（美國海軍也給予了很大的支援。）所有被發現的遺體及殘肢都會立即被協助的美軍攝影師拍下作紀錄。此外，美軍人員更協助我們把收集到的遺體及殘肢裝到屍體袋中。 之後，我們更看見一群賊鷗在我們面前吃下那些遺體。這個問題令我們感到非常痛苦，因為這將會令辨認死者的機會毀滅。我們曾經嘗試驅趕這些賊鷗，但不成功；我們曾經嘗試向他們投擲訊號彈，但也是徒勞無功。最後我們決定暫停辨認工作，把所有人體殘肢埋在雪地下，以避免吸引雀鳥。我們挖起現場的雪地面以埋下這些殘肢，直到天氣轉好，我們的直昇機能把它們運回營地為止。這是一件非常費力的工作。 當我們的工作接近完成的時候，我們被一場壞天氣隔離了。當時，我和另一位警員NZPO2（R.S.密切爾督察）決定批准組員們利用航機上未被摧毀的酒來開派對（雖然是很恐怖的事，但是我們需要恢復活力）。到最後，我們用罄了香菸的庫存，使得營地上所有人均需交出其私人的補給儲備，以便營地上的所有人能公平地使用餘下的資源。 當天色轉好，直昇機能再次起飛的時候，我們開始移走遺體的工作。我們把一袋袋的遺體裝到直昇機下方的貨運繩網，由它們運送到麥克默多站。這是雙重累人的工作，因為我們每次均需讓一部份的工作人員離開，而這就會讓餘下的工作人員有更多工作。而且除了需要把之前埋好的遺體重新挖掘並裝上直昇機外，裝載的過程有一定的危險性－運轉中的直昇機會捲起現場的飛機殘骸。我們讓美國海軍人員及麥道公司的員工先行離開，然後才讓警方和科學及工業研究部的人員離開。我對自己和我的同事在埃里伯斯火山的工作感到自豪。 |

最後一組離開現場的人員包括馬克·本警長、艾·溫杜本警員及數位來自科學及工業研究部的人員。他們都是在最後的36小時一直在營地值班。當他們回到麥克默多站的時候，受到美國海軍人員的歡迎。
工作期間，遺體搜索及辨認隊的人員被發現有創傷後壓力心理障礙症的症狀，有部分人員更是在當值期間昏倒。有關當局立即為有需要人士提供心理輔導服務，而在小組的工作報告中亦提到類似工作小組的領導人員需要知道怎樣發現及處理其組員所面對的壓力。數年之後，心理支援服務成為新西蘭警方向警員提供的一項基本支援服務。
雖然新西蘭警方對遺體搜索及辨認方面有一定的貢獻，但一直並未有官方的表揚。不過，負責領導這次工作的兩位警員：摩根督察（遺體辨認隊）及密切爾督察（遺體搜索隊）均由於對這次意外的事後工作的貢獻而獲頒授OBE勳銜。
2006年，新西蘭當局向在這次行動中服務的新西蘭人和世界各地的專家頒授新西蘭特別服務獎（埃里伯斯），以表揚他們對遺體搜索及辨認，以及事故調查中的貢獻。

## 事故調查

### 官方調查報告
官方的意外調查報告由新西蘭首席空難調查官Ron Chippendale撰寫，於1980年6月12日公開。報告指意外的主要原因是機師犯錯－報告指責機長柯林斯把飛機下降至低於當時的飛行安全條例規定的下限，即6,000呎（1,830米）的高度飛行，並在機員不清楚航機位置時繼續以該高度飛行。但是，因為一連串的因素，使得柯林斯認為航機當時在麥克默多灣中央，而且根據新西蘭航空出版的旅遊雜誌及史葛基地－新西蘭在南極的據點的人員的作供，柯林斯的前任機師大都是在麥克默多灣中央低飛，為旅客提供更佳的景觀。

### 馬翰的調查報告
因為公眾的對官方報告的追問，新西蘭政府決定由當地有名法官彼得·馬翰組成一人調查委員會，繼續調查意外。
馬翰的調查報告於1981年4月27日公佈。調查報告一反官方調查的論點，洗脫了對機師的指摘。馬翰指意外最重要的起因，是新西蘭航空單方面修改該次航程的飛行計畫，而未通知負責飛行的機組人員。根據新的飛行計畫，航機將直接飛向埃里伯斯火山，而不是原定的飛過火山的側面。因為白矇天的現象，機組人員未能目視發現前方的火山。而且，機組人員有可能面對一個罕有的自然現象－階段性白矇天（sector whiteout），令機師看見遠方的地平線（估計當時的雲層間有很大的空間，能反射火山後的羅斯雪棚及其後方的景色）。馬翰亦指負責飛行的兩位機師均為擁有數千飛行時數和豐富經驗的機師，並對航機內慣性導航系統的準確度有一定的經驗。馬翰亦發現在發生意外前麥克默多站已批准航機下降至1,500呎（450米）的高度飛行，遠低於前述飛行安全條例規定的下限。
在馬翰的報告第377段，他指責航空公司的管理階層及資深的機師管理階層合謀，以「一連串精心安排的謊話」（an orchestrated litany of lies）掩蓋事實及瞞騙調查官。

### 新西蘭航空的上訴
新西蘭航空對馬翰的調查報告非常不滿，於是向當地法院上訴，並獲得勝訴。馬翰因此向英國樞密院上訴。在兩次上訴中，馬翰對意外起因的調查結果－地勤人員未有通知飛行人員有關飛行計畫的轉變並未受到任何質疑。故他對意外的結論－意外是由於機組人員被錯誤引導離開原定的航道，而非機師犯錯，得以保留。但樞密院的法官團認為馬翰的調查報告中指責新西蘭航空管理層合謀掩蓋地勤人員犯錯的言論超越了他作為調查官的權力及有欠中立。所以於1982年10月20日，樞密院維持上訴法院的判決，駁回馬翰的上訴。
就此判決，航空研究員約翰·金在他的著作《新西蘭悲劇，航空》中有此記述：
|  | 他們（樞密院的法官）逐項的推翻馬翰的上訴，包括第164項附錄，他們指該附錄「不能被任何資深飛行員利用作為導航之用」。並以此點為依據，指報告中一項調查結果指控航空公司的首席執行官計畫欺騙（意外調查官）的基礎是不存在的。 |

其中，第164項附錄是一幅影印的航機在麥克默多灣的飛行路線圖。根據一些公開的證據，在肇事客機上兩名機師於11月9日的簡介會中收到的文件裡，也包括這張圖片。圖片顯示了兩條航線：一條為偏南的航線，經過羅斯島的西邊；另一條則是偏北的航線，經過羅斯島的東邊。但兩條航線在圖中並沒有交匯點，而且此航線圖並沒有在向南伸延，故機師不可能從這張圖片得知航線在何處及以那種方式交匯。

### 結論
馬翰也從官方調查報告中發現Chippendale對噴射機的營運所知甚少。這是因為他（及他所屬的新西蘭航空管理局）一直以來均是調查簡單的小型航機的碰撞意外，並未有調查如這次的大型航機空難的經驗。Chippendale的調查手法並不嚴謹，他的報告中也出現一些漏洞和資料錯誤。也因為這個原因，Chippendale忽視了飛行計畫臨時改變及機師所面對的罕有南極氣候現象對意外的重要性。簡單來說，如果機師在起飛前得知飛行計劃已被修改，這次空難就可能避免。

## 事故之後
- 新西蘭航空901號班機墜毀事件到現在仍然與1931年的豪克斯灣大地震（英语：1931 Hawke's Bay earthquake）並列新西蘭兩大死亡人數最多的災難。豪克斯灣大地震強度為芮氏規模7.9，造成256人死亡。
- 為紀念這次空難的死者，新西蘭當局在南極所屬的史葛基地樹立了一個木製十字架。因為受到南極的天氣所侵蝕，新西蘭當局於1986年以鋁製十字架取代原有的木製十字架。
- 大部分的航機殘骸仍然被留在事發地點－埃里伯斯火山山上未被清理。平常殘骸被埋在冰雪之下，但當天氣回暖，冰雪融化的時候，殘骸在空中仍是清晰可見。
- 墜毀客機的機身編號ZK-NZP，之後不再被發出。
- 1988年，一個集中對調查委員會對這次空難的調查而製作的電視專輯：《埃里伯斯的餘波》（Erebus: The Aftermath）在新西蘭和澳洲播出。
- 馬翰指控新西蘭航空管理層的著名字眼「一連串精心安排的謊話」（an orchestrated litany of lies）因為訴訟而成為新西蘭流行文化的一部分。[6][7][8]
- 2007年6月，哥頓·維特機長獲授予新西蘭官佐勳章（Officer of the New Zealand Order of Merit），以表揚他對馬翰的調查的協助。哥頓·維特機長曾是新西蘭航空的機長，他的著作－《衝擊埃里伯斯》對新西蘭航空901號班機、其墜毀事件，及對其後調查工作給予精闢獨到的評論。
- 南極洲觀光航班自此停辦15年，直到1994年由澳洲航空再次開辦[9]。